# 44e cérémonie des International Emmy Awards
Pour la cérémonie principale des Emmy Awards récompensant les programmes télévisés diffusés en primetime aux États-Unis, voir la 68e cérémonie des Primetime Emmy Awards.
La 44e cérémonie des International Emmy Awards, décernés par l'International Academy of Television Arts and Sciences, a eu lieu le 21 novembre 2016, et a récompensé les programmes télévisés internationaux diffusés au cours de la saison 2015-2016.

## Palmarès

### Meilleur programme artistique
- The Man Who Shot Hiroshima

### Meilleur acteur
- Dustin Hoffman pour Roald Dahl's Esio Trot

### Meilleure actrice
- Christiane Paul pour Unterm Radar

### Meilleure comédie
- Hoff the Record

### Meilleur documentaire
- Krieg der Lügen

### Meilleure série dramatique
- Deutschland 83

### Meilleur programme de divertissement non-scénarisé
- Allt För Sverige

### Meilleure telenovela
- Verdades Secretas

### Meilleur téléfilm / mini-série
- Capital

### Meilleur programme de prime-time non-anglais
- Francisco, El Jesuita